# 御杖村立御杖小学校
御杖村立御杖小学校（みつえそんりつみつえしょうがっこう）は、奈良県宇陀郡御杖村にある公立小学校である。ドーム型の珍しい校舎をもっていたが
2021年（令和3年）9月より御杖村立御杖中学校との校舎が共用されている。

## 概要
奈良県の東端に位置する御杖村における唯一の小学校である。校舎はドーム型で、青木淳の設計した、内直径36m外直径最大57mとする一周半分の末広がりの螺旋状スラブを基本的骨格とした建築である。

## 校訓
至誠和協

## 教育目標
誠を尽くし、和の心もって、よりよく生きようとする児童の育成

## 校歌
作詞・作曲は河島英五による。歌詞は3番まであり、それぞれ「光の中を あまごがはねる」、「大きな空に けやきが伸びる」、「樹氷が眠る 冬の山では」で始まり、「まあるい地球を 駆けめぐろう」、「そうさなかまさ 友だちだ」、「大きな地球を かつぎだせ」で終わる。

## 沿革
- 1996年（平成8年）
  - 4月1日 - 神末・菅野・御杖西の3小学校が統合し、御杖村立御杖小学校開校[3]。
  - 4月x日 - 第1回入学式挙行[3]。
- 1997年（平成9年）3月 - 第1回卒業式挙行[3]。
- 1998年（平成10年）
  - 4月 - 校歌の完成披露[3]。
  - 6月 - 新校舎落成式[3]。
- 2011年（平成23年）8月 - 校舎反響工事[3]。
- 2013年（平成25年）8月 - 結露対策として除湿器を設置[3]。
- 2014年（平成26年）9月 - 第1回御杖保育所・小学校・中学校の合同運動会が開催された[3]。
- 2016年（平成28年）4月 - 御杖産檜を使った児童用の木製机・椅子を導入[3]。
- 2021年（令和3年）9月 - 新校舎に移転[3]。

## 通学区域
御杖村全域。

## 在籍者数
| 学年 | 1年 | 2年 | 3年 | 4年 | 5年 | 6年 | 特別支援 | 合計 |
| ---- | --- | --- | --- | --- | --- | --- | -------- | ---- |
| 学級 | 1   | 1   | 1   | 1   | 1   | 1   | 0        | 6    |
| 児童 | 5   | 2   | 2   | 6   | 2   | 2   | 0        | 19   |

- 2021年5月1日時点[4]。

## 主な進学先
公立学校の場合は、御杖村立御杖中学校へ進学する。　

## アクセス
- 御杖ふれあいバス「御杖郵便局前」バス停下車後、徒歩。なお、御杖ふれあいバスには、「御杖小学校前」バス停もあるが、こちらは旧校舎（現:「御杖村解放図書室」）の最寄バス停となるので、本校に行く場合は、「御杖小学校前」バス停で降車しないように注意[5]。
  - 奈良交通「宇陀地域連結コミュニティバス」で「掛西口」バス停、三重交通「名張山柏西線」で「掛西」バス停（奈良交通「掛西口」・三重交通「掛西」の両バス停は同一）、又は三重交通「名張敷津線」で「敷津」バス停、「御杖ふれあいバス」（神末敷津バス停）に乗り換え。
- 御杖ふれあいバス「掛西口」バス停から「御杖郵便局」バス停まで、18分～37分。
  - 近畿日本鉄道大阪線
    - 榛原駅から奈良交通「宇陀地域連結コミュニティバス」で、「掛西口」バス停まで49分、御杖ふれあいバスに乗り換えて、18～39分。
    - 名張駅（西口）から、三重交通「名張山柏西線」で「掛西」バス停まで47分～1時間1分、御杖ふれあいバス「掛西口」バスに乗り換えて18～39分。または、三重交通「名張敷津線」で「敷津」バス停まで54分、御杖ふれあいバスに乗り換えて30～39分。

## 周辺
- 御杖郵便局
- 国道368号
- 伊勢本街道
- 桜峠
- 御杖村役場